# Eddie Slovik
Private Eddie (Edward Donald) Slovik (Detroit, 18 februari 1920 – Sainte-Marie-aux-Mines, 31 januari 1945) was een infanteriesoldaat van het Amerikaanse leger tijdens de Tweede Wereldoorlog en de enige Amerikaanse soldaat die berecht, tot de doodstraf werd veroordeeld en geëxecuteerd werd voor desertie sinds de Amerikaanse Burgeroorlog. Hij werd op 31 januari 1945 bij een dorpje in de Vogezen in Frankrijk geëxecuteerd door een vuurpeloton na door een krijgsraad te velde ter dood te zijn veroordeeld. Hoewel er tijdens de Tweede Wereldoorlog meer dan 21.000 Amerikaanse soldaten zijn veroordeeld wegens desertie, waaronder negenenveertig doodvonnissen, was Sloviks doodvonnis het enige dat daadwerkelijk werd voltrokken.

## Levensloop
Slovik was in 1920 geboren in Detroit, Michigan, in een Pools-Amerikaanse familie, de zoon van Anna en Josef Slowikowski. Als minderjarige kwam hij wegens betrekkelijk kleine vergrijpen in aanraking met de politie. Slovik werd voor het eerst gearresteerd op 12-jarige leeftijd toen hij en enkele vrienden inbraken in een gieterij om koper te stelen. Tussen 1932 en 1937 werd hij herhaaldelijk gearresteerd voor betrekkelijk lichte misdrijven, waaronder eenvoudige diefstal, inbraak en ordeverstoring. In oktober 1937 werd hij gedetineerd, maar in september 1938 werd hij voorwaardelijk ontslagen. Na een incident met rijden onder invloed werd hij in januari 1939 teruggestuurd naar de gevangenis. In april 1942 werd Slovik opnieuw voorwaardelijk vrijgelaten. Hij kreeg vervolgens een baan in Dearborn, Michigan. Daar ontmoette hij de vrouw die zijn echtgenote werd, Antoinette Wisniewski. Ze werkte als boekhouder voor zijn werkgever. Ze huwden op 7 november 1942 en het paar woonde in bij haar ouders.
Sloviks strafblad bestempelde hem als "moreel ongeschikt" voor de militaire dienst. Kort na de eerste huwelijksverjaardag van het paar werd Slovik in 1943, toen het Amerikaanse leger dringend nieuwe rekruten nodig had, opnieuw geclassificeerd als wel geschikt voor de dienst en vervolgens opgeroepen voor de vervulling van zijn dienstplicht. In september 1943 had reeds de geallieerde invasie nabij Salerno in Italië plaatsgevonden en omdat rekening werd gehouden met grote verliezen bij de verdere opmars in Europa werd ook zijn categorie dienstplichtigen opgeroepen die voorheen was vrijgesteld.

## Desertie
Slovik arriveerde op 24 januari 1944 in Fort Wolters in Texas, destijds een kazerne voor de militaire basisopleiding voor dienstplichtige militairen die zouden worden uitgezonden naar het front in Europa. In augustus van dat jaar werd hij uitgezonden naar Europa, om daar deel te nemen aan de gevechten in Frankrijk nadat inmiddels de geallieerde landingen in Normandië en de Provence hadden plaatsgevonden en de troepen oprukten richting Duits grondgebied. Aangekomen op 20 augustus was hij een van de twaalf vervangers (voor gesneuvelden) geplaatst bij Company G van het 109th Infantry Regiment, 28th Infantry Division.
Terwijl hij onderweg was naar de aan hem toegewezen eenheid in Elzas-Lotharingen, raakten Slovik en een bevriende medesoldaat tijdens een vijandelijke beschieting gescheiden van hun detachement. De volgende ochtend vonden beide soldaten een Canadese militaire politie-eenheid en voegden zich daarbij als soldaten zonder onderdeel.
Op 8 oktober 1944 berichtte Slovik zijn compagniescommandant, kapitein Ralph Grotte, dat hij "te bang" was voor een taak aan het front en verzocht om opnieuw te worden overgeplaatst naar een eenheid in een achtergebied. Hij zei toen tegen Grotte dat hij anders zou weglopen en vroeg zijn kapitein of dat desertie zou betekenen. Grotte bevestigde dit, weigerde het verzoek van Slovik voor overplaatsing en plaatste hem in een infanteristenpeloton.
De volgende dag, 9 oktober, verliet Slovik zijn eenheid. Zijn vriend haalde hem in en trachtte hem vergeefs op andere gedachten te brengen. Slovik liep enkele kilometers in tegengestelde richting van het front en benaderde daar een dienstdoende kok bij een hoofdkwartier, en bood hem een briefje aan met daarop een tekst waarin hij desertie bekende.
De kok bracht Slovik naar een lid van de militaire politie en die bracht hem naar zijn compagniescommandant, die het briefje las en er bij Slovik op aandrong het te vernietigen. Slovik weigerde dit. Hierop werd hij voor luitenant-kolonel Ross Henbest gebracht, die hem opnieuw de gelegenheid bood het briefje te verscheuren, terug te keren naar zijn eenheid en zo aan een aanklacht wegens desertie te ontkomen; Slovik weigerde opnieuw. Henbest beval Slovik een aanvullende verklaring te schrijven op de achterkant van hetzelfde briefje, waarin hij verklaarde dat hij de juridische gevolgen van schuld bekennen aan desertie volledig begreep en dat het als bewijs tegen hem zou worden gebruikt voor de krijgsraad.
Slovik werd in hechtenis genomen. Kolonel Henry Sommer van de divisie bood Slovik een derde en laatste kans om zich weer bij zijn eenheid aan te sluiten. Hij bood ook aan Slovik over te dragen aan een ander infanterieregiment in de divisie waar niemand van zijn verleden zou weten en hij met een "schone lei" opnieuw kon beginnen. Slovik meende dat hem slechts een gevangenisstraf boven het hoofd hing en wees dit aanbod van de hand.

## Krijgsraad
Slovik werd beschuldigd van desertie om zich ongeoorloofd aan zijn plichten als militair te onttrekken en berecht door de GCM (General Court-Martial, krijgsraad te velde) 
Op 9 december 1944 zond Slovik een gratieverzoek aan de geallieerde opperbevelhebber generaal Dwight D. Eisenhower. Desertie was bij de Amerikaanse troepen in Frankrijk op dat moment echter een structureel probleem geworden. Eisenhower wees het verzoek af, bevestigde het executiebevel op 23 december 1944 en merkte op dat dit noodzakelijk was om verdere deserties te ontmoedigen.

## Executie
De executie door het vuurpeloton werd vervolgens voltrokken om 10:04 uur op 31 januari 1945, nabij het dorp Sainte-Marie-aux-Mines (Markirch, Oberelsaß). Slovik zei tegen de soldaten wier taak het was hem gereed te maken om hem naar de plaats van executie te geleiden:
 "Ze schieten me niet dood omdat ik het Amerikaanse leger heb verlaten, duizenden jongens hebben dat gedaan. Ze moeten gewoon een voorbeeld maken van iemand en ik ben het omdat ik een ex-gevangene ben. Ik stal dingen toen ik een kind was, en dat is waar ze op schieten. Ze schieten me neer voor het brood en de kauwgom die ik stal toen ik 12 jaar oud was". 
Sloviks uniform werd ontdaan van alle militaire insignes, knopen en andere uitrusting. Hij werd omwikkeld met een GI-deken over zijn schouders om hem tegen de kou te beschermen en naar de binnenplaats geleid van een huis dat was gekozen voor de executie vanwege de hoge metselwerkmuur, die afketsende kogels zou tegenhouden en het gebeuren zou onttrekken aan de nieuwsgierige blikken van Franse burgers. 
Hij werd vervolgens vastgebonden aan een paal. Vlak voordat een soldaat een zwarte kap over zijn hoofd plaatste, zei de aanwezige aalmoezenier tegen Slovik: "Eddie, als je daarboven komt, zeg dan een klein gebed voor mij." Slovik antwoordde met zijn laatste woorden: "Oké, vader. Ik zal bidden dat u me niet te snel volgt." 
Twaalf soldaten van het 109e Regiment werden willekeurig aangewezen voor het vuurpeloton. De gebruikte wapens waren standaard M1 Garandgeweren, waarvan op de bij executies gebruikelijke wijze er elf waren geladen met één patroon en één met een losse flodder. Op bevel van "Vuur" werd Slovik geraakt door elf kogels, waarvan er minstens vier dodelijk waren. De aanwezige legerarts constateerde al snel dat Slovik niet onmiddellijk was gedood. Terwijl de geweren van het vuurpeloton werden herladen om nogmaals te vuren, stierf Slovik. Hij was 24 jaar oud. De hele voltrekking duurde 15 minuten.

## Begrafenis
Slovik werd begraven op perceel E van het Oise-Aisne American Cemetery and Memorial, de Amerikaanse militaire begraafplaats in Fère-en-Tardenois, samen met 95 Amerikaanse soldaten die waren geëxecuteerd wegens verkrachting of moord. Hun graven zijn gemerkt met nummers in plaats van namen, waardoor het onmogelijk is deze individueel te identificeren.
Tot aan haar dood in 1979 verzocht Antoinette Slovik het leger vergeefs om overhandiging van de overblijfselen van haar man en uitbetaling van zijn pensioen.
Sinds 1981 beijverde Bernard V. Calka, een Pools-Amerikaanse veteraan uit de Tweede Wereldoorlog, voor de terugkeer van het stoffelijk overschot van Slovik naar de Verenigde Staten. In 1987 haalde hij president Ronald Reagan over dit te bewerkstelligen. In 1987 zamelde Calka de kosten in om het stoffelijk overschot op te graven en over te brengen naar de Woodmere Cemetery in Detroit, waar Slovik naast zijn vrouw werd herbegraven. 

## Gratieverzoek
Antoinette Slovik en anderen verzochten zeven Amerikaanse presidenten (Harry S. Truman, Dwight D. Eisenhower, John F. Kennedy, Lyndon B. Johnson, Richard M. Nixon, Gerald Ford en Jimmy Carter) vergeefs om postume gratie.

## Boek en film
In 1954 besteedde de Amerikaanse journalist William Bradford Huie (1910-1986) voor het eerst aandacht aan het lot van Slovik. De Amerikaanse overheid had aan het vonnis en de voltrekking ervan geen ruchtbaarheid gegeven en had Sloviks weduwe bij het haar gezonden summier overlijdensbericht zelfs niet ingelicht over de omstandigheden van zijn dood. Nadat in Huie's boek het verhaal van Slovik was onthuld, probeerden Huie en anderen jarenlang de regering ertoe te bewegen aan zijn weduwe een pensioen te betalen, dat haar echter werd ontzegd omdat de executie van haar man als een vorm van "oneervol ontslag" was aangemerkt. Huie had gesprekken met Frank Sinatra over een verfilming van het boek. Sinatra zag er in 1960 vanaf wegens bezwaren tegen de keuze van de scenarioschrijver, een persoon die destijds op de zwarte lijst van Hollywood stond omdat hij tijdens de Amerikaanse heksenjacht op vermeende communisten tijdens de Koude Oorlog had geweigerd te getuigen voor de House Committee on Un-American Activities. De zanger voerde destijds campagne voor John F. Kennedy als president. Het boek werd later aangepast als een televisiefilm, getiteld The Execution of Private Slovik (1974), geproduceerd door Lamont Johnson en met acteur Martin Sheen in de hoofdrol, die werd uitgezonden door NBC.

## Varia
- De oorlogsfilm The Victors uit 1963 bevat een scène met een kerstviering van een Amerikaanse deserteur gemodelleerd naar Slovik, opgeluisterd met een kerstsong van Frank Sinatra.
- In Kurt Vonneguts roman Slaughterhouse Five uit 1969 vindt Billy Pilgrim een achtergelaten exemplaar van Huie's boek over Slovik.
- De roman Execution vertelt een soortgelijk verhaal, gebaseerd op de executie van de Canadese soldaat Harold Pringle, eveneens voor desertie tijdens de Tweede Wereldoorlog.